# Kamel Daoudi
Pour les articles homonymes, voir Daoudi.
Kamel Daoudi, né le 3 août 1974, est un citoyen algérien notamment connu pour avoir été condamné pour des faits liés au terrorisme islamiste, déchu de sa nationalité française, et comme  la personne le plus longtemps assignée à résidence en France du fait de l'impossibilité de l'expulser vers l'Algérie.

## Biographie
L'arrestation de Djamel Beghal, le 28 juillet 2001, à Abou Dhabi, lors de laquelle celui-ci reconnaît son appartenance au réseau Al-Qaïda et avoir été mandaté pour constituer une cellule terroriste sur le territoire français, entraîne celle, par la Direction de la Surveillance du territoire (DST) le 20 septembre 2001, de sept membres de ce réseau soupçonnés de vouloir s'en prendre à des intérêts américains en France, probablement l’ambassade des États-Unis. Kamel Daoudi, le chef présumé de ce groupe terroriste en France, est interpellé à Londres le 25 septembre 2001, ainsi que neuf autres personnes en Espagne.
Lors du procès, Kamel Daoudi est condamné en première instance le 15 mars 2005 à neuf années d'emprisonnement, puis, en appel le 14 novembre 2005 à six années d'emprisonnement, pour association de malfaiteurs en relation avec une entreprise terroriste. Compte tenu de la durée de sa détention préventive, il est libéré le 24 avril 2008. Il est également déchu de la nationalité française et doit quitter le territoire.

### Assignation à résidence
En 2009, la Cour européenne des droits de l'homme interdit toutefois son expulsion vers l'Algérie en raison du risque de torture dans ce pays qu'il a quitté à l'âge de cinq ans. Depuis 2008, il est assigné à résidence. En 2017, il est contraint par l'État d'habiter dans un hôtel en Charente-Maritime à 450 km de sa famille. À l'occasion d'une question prioritaire de constitutionnalité posée par son avocat Bruno Vinay, le Conseil constitutionnel décide en décembre 2017 d'une censure partielle des dispositions encadrant les assignations à résidence : si celles-ci peuvent être illimitées, elles ne peuvent dépasser douze heures par jour et le lieu d'assignation doit tenir compte « du temps passé sous ce régime et des liens familiaux personnels noués par ce dernier », ce qui ouvrirait la porte à un rapprochement géographique de Kamel Daoudi de sa famille,. Il explique n'être plus djihadiste : « L’islamisme me définit en partie, mais pas entièrement. Je vis en France depuis l’âge de 5 ans, et j’ai épousé une Française de souche, fille d’un officier décoré à plusieurs reprises, et nous avons eu trois enfants. ». Le 15 février 2019, il est assigné à résidence à Aurillac.
Le 6 octobre 2020, il est condamné à un an d'emprisonnement par le tribunal correctionnel d'Aurillac pour n'avoir pas respecté les conditions de son assignation à résidence. Il est incarcéré à Corbas et est rejugé en appel le 27 janvier 2021. Le 3 février 2021, la cour d'appel de Riom ordonne sa remise en liberté, dans l'attente de pièces complémentaires. Le 12 mai 2021, la cour d'appel confirme la légalité de son assignation à résidence et réduit la peine de prison à 4 mois. Le pourvoi en cassation sur cette condamnation est rejeté.
Le 14 septembre 2023, un recours devant la CEDH visant à mettre un terme à l'assignation à résidence est rejeté, sans jugement sur le fond, parce que Kamel Daoudi n’a pas épuisé tous les recours possibles auprès des juridictions nationales,.
Le 11 mars 2024 le Conseil d'État rejette un pourvoi visant à faire annuler un nouvel arrêt en sa défaveur de la cour d'appel de Paris, datant du 6 avril 2023, alors qu'il avait demandé l'annulation des arrêtés fixant les conditions de son assignation à résidence. 

## Ouvrage
- Kamel Daoudi, Je suis libre... dans le périmètre qu'on m'assigne, Éditions Du bout de la ville, mai 2022, 96 p. (ISBN 979-10-91108-44-7, lire en ligne)[17]